# 국제 태평양 넙치 위원회

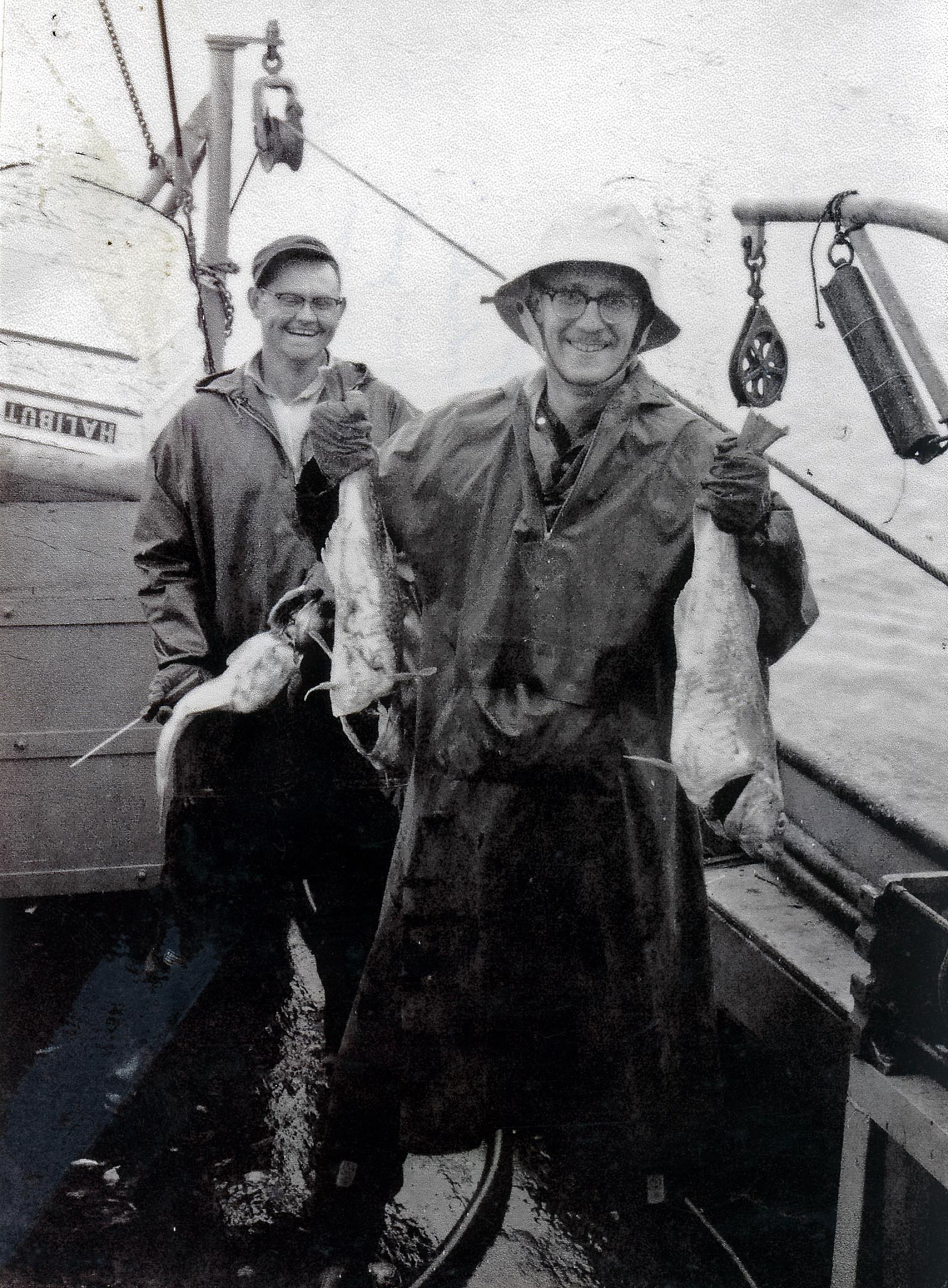
1962년 알래스카주에서 트롤 동력선 아서 H. 기관사와 생물학적 조력자의 모습

국제 태평양 넙치 위원회(영어: International Pacific Halibut Commission, IPHC)는 캐나다와 미국을 회원국으로 두고 있는 국제 어업 기구이며 회원국들의 태평양 수역 내에 서식하는 태평양 넙치의 어획량 관리를 담당하고 있다. 이 위원회는 1923년 3월 2일 체결된 국제 조약에 의해 설립됐다. 원래의 조약은 세 차례 개정됐다(1953년, 1976년, 1979년). 1979년 수정안은 1982년의 ‘북태평양 넙치 결의’를 통해 IPHC의 어업 관리 역할을 명확히 했다.
IPHC는 수년 간 북태평양과 베링해에서 어류 자원 샘플을 채취, 어류 밴딩, 심해 자기 온도계를 이용하여 수온 기록 등을 위한 저인망 어업 및 연승 어업을 수행하기 위해 상업적 어선들을 이용하는 것을 포함한 다양한 연구 활동을 수행하고 있다. 또한 직원들은 해안 어류 가공 공장에 상주하여 물고기의 샘플을 채취하거나 어류의 나이를 측정하기 위해 이석을 제거하는 등 많은 연구 활동을 진행해 왔다. 위원회는 연례 회의를 정기적으로 개최하고 필요에 따라 특별 회의도 개최한다.
사무실은 2010년 11월까지 워싱턴 대학교 캠퍼스에 위치해 있었다. 이후 IPHC는 사무실을 시애틀의 인터베이 지역으로 이전했다.